# Wayne Clark
Wayne Maxwell Clark (født 19. september 1953 i Perth) er en tidligere australsk cricket-spiller.
Clark er kendt for at have afslået Kerry Packer`s tilbud om at være en del af World Series Cricket, fordi han i stedet for ville koncentrere sig om at spille for sit land. Clark blev udelukket fra den australske cricket-trup som blev sendt til World Cup i 1979 som blev arrangeret i England, og samt udeladt fra australiens ture til England i 1980, 1981 og 1983.
Clark var træner for det australske cricket-hold Warriors. I januar 2007 blev det annonceret at Clark forlade sin rolle som cricket-træner, en rolle han har haft i hele ti sæsoner. Han var også træner for Yorkshire i sæsonen 2001-2002 hvor han ledede holdet til deres første County Championship titel i 33 år i 2001. 